# Lucey (Meurthe-et-Moselle)
Lucey település Franciaországban, Meurthe-et-Moselle megyében. Lakosainak száma 624 fő (2022. január 1.). Lucey Bouvron, Bruley, Lagney, Laneuveville-derrière-Foug és Trondes községekkel határos.

## Népesség
A település népességének változása:
| Lakosok száma | 538  | 507  | 558  | 572  | 585  | 615  | 633  | 630  | 628  | 624  |
|               | 1968 | 1982 | 1990 | 2006 | 2013 | 2015 | 2017 | 2019 | 2020 | 2022 |